# Salomé (Nord)
Salomé település Franciaországban, Nord megyében. Lakosainak száma 3116 fő (2022. január 1.). Salomé La Bassée, Hantay, Illies, Marquillies, Billy-Berclau és Douvrin községekkel határos.

## Népesség
A település népessége az elmúlt években az alábbi módon változott:
| Lakosok száma | 2974 | 2970 | 2993 | 2969 | 2956 | 2945 | 2985 | 3051 | 3116 |
|               | 2013 | 2015 | 2016 | 2017 | 2018 | 2019 | 2020 | 2021 | 2022 |